# Scythris fallacella
Scythris fallacella is een vlinder uit de familie dikkopmotten (Scythrididae). De wetenschappelijke naam is voor het eerst geldig gepubliceerd in 1847 door Schlager.
De soort komt voor in Europa.